# سده ۱۲ (پیش از میلاد)
(سده سیزدهم پ.م. - سده دوازدهم پیش از میلاد مسیح - سده یازدهم پ.م. - سده‌های دیگر)
قرن دوازدهم پیش از میلاد، دوره زمانی بین ۱۲۰۰ تا ۱۱۰۱ پیش از میلاد است. فروپاشی اواخر عصر برنز در خاور نزدیک باستان و شرق مدیترانه اغلب در این قرن آغاز می‌شود.

## رخدادها
- ۱۲۰۰ پیش از میلاد: اولین تمدن در آمریکای مرکزی و شمالی در حدود ۱۲۰۰ پیش از میلاد در مناطق ساحلی بخش جنوبی خلیج مکزیک توسعه یافت. این تمدن که به تمدن اولمک معروف است، محل اولیه آن در سن لورنزو قرار دارد.[۲]
- ۱۲۰۰ سال پیش از میلاد: فنیقی‌ها بندر لیسبون، پرتغال را کشف کردند.[۳]
- ۱۱۹۷ (پیش از میلاد)؛ آغاز نخستین دوره ای‌جینگ و تاریخ به دست سوآ یونگ
- ۱۱۹۴ (پیش از میلاد)؛ آغاز نبرد افسانه‌ای تروا
- ۱۱۹۲ (پیش از میلاد)؛ وو دینگ امپراتور دودمان شانگ درگذشت.
- ۱۱۹۱ (پیش از میلاد)؛ منستئوس پادشاه افسانه‌ای آتن در کشاکش جنگ تروا درگذشت.
- ۱۱۸۶ (پیش از میلاد)؛ پایان دودمان نوزدهم و آغاز دودمان بیستم در مصر باستان
- ۱۱۸۴ (پیش از میلاد)؛ برپایه اسطوره‌های یونانی در ۲۴ آوریل این سال موکنایی‌ها و همپیمانانشان تروا را در آسیای کوچک نابود کردند.
- ۱۱۸۰ (پیش از میلاد)؛ شکست آنلیل‌نادین‌آخه واپسین شاه کاسی‌ها به دست ایلام
- ۱۱۸۰ پیش از میلاد: فروپاشی قدرت هیتی‌ها در آناتولی با ویرانی پایتخت آنها، خاتوشا.[۴]
- ۱۱۷۸ (پیش از میلاد)؛ خورشیدگرفتگی در ۱۶ آوریل و اسطوره بازگشت اودیسه از جنگ تروا و داستان همسرش پنلوپه
- حدود ۱۱۷۷ پیش از میلاد: رامسس سوم پادشاه مصر در هشتمین سال سلطنت خود (۱۱۷۷ یا ۱۱۸۶ پیش از میلاد) حملات مهاجمان شمالی ("مردمان دریا") را دفع کرد؛ رویدادی که اریک کلاین آن را از نزدیک با آغاز فروپاشی اواخر عصر برنز مرتبط می‌داند.[۵]
- ۱۱۶۰ (پیش از میلاد)؛ مرگ فرعون رامسس پنجم با بیماری آبله
- ۱۱۵۹ (پیش از میلاد)؛ ایست هژده‌ساله حلقه زندگی درخت در جهان.
- ۱۱۵۴ (پیش از میلاد)؛ مرگ منلائوس پادشاه اسپارت
- ۱۱۵۴ (پیش از میلاد)؛ خودکشی هلن در رودس
- ۱۱۵۰ (پیش از میلاد)؛ پایان چیرگی مصر باستان بر اسراییل
- ۱۱۴۷ (پیش از میلاد)؛ دموفون پادشاه افسانه‌ای آتن درگذشت.
- ۱۱۳۷ (پیش از میلاد)؛ آغاز فرمانروایی رامسس هفتم ششمین فرعون دودمان بیستم در مصر باستان
- ۱۱۳۵ (پیش از میلاد)؛ مرگ اکسونتس پادشاه افسانه‌ای آتن
- ۱۱۳۴ (پیش از میلاد)؛ کشته شدن آفه‌ئیداس پادشاه افسانه‌ای آتن پس از یک سال شاهی.
- ۱۱۲۶ (پیش از میلاد)؛ مرگ تیموتی پادشاه افسانه‌ای آتن
- ۱۱۲۲ (پیش از میلاد)؛ شاخت شهر پیونگ‌یانگ برپایه افسانه‌ها
- ۱۱۲۰ (پیش از میلاد)؛ ویرانی تروا
- ۱۱۱۵ (پیش از میلاد)؛ ژوجنگ‌وانگ پادشاه دودمان ژو در چین شد.
- ۱۱۱۵ (پیش از میلاد)؛ تیگلات‌پیلسر یکم پادشاه آشور شد.
- ۱۱۰۷ (پیش از میلاد)؛ فرعون رامسس دهم مصر درگذشت و رامسس یازدهم، احتمالاً پسرش، به عنوان دهمین و آخرین فرعون دودمان بیستم مصر و آخرین فرمانروای پادشاهی نوین مصر جانشین او شد.[۶]
- حدود ۱۱۰۴ پیش از میلاد: کادیز (غدیر) توسط فنیقی‌ها در جنوب غربی اسپانیا تأسیس شد.[۷]
- ۱۱۰۰ (پیش از میلاد)؛ پیروزی تیگلات‌پیلسر یکم بر هیتی‌ها
- ۱۱۰۰ (پیش از میلاد)؛ تازش دورین‌ها به یونان (بر پایه انگاره)
- ۱۱۰۰ (پیش از میلاد)؛ آغاز فرهنگ پیشاویلانووایی در شمال ایتالیا
- ۱۱۰۰ (پیش از میلاد)؛ پایان تمدن موکنایی؛ آغاز دوره کهن یونان
- ۱۱۰۰ (پیش از میلاد)؛ پایان پادشاهی نو در مصر باستان
- تازشگران عیلامی گنجینه هنر میانرودانی را به شوش بردند.
- آغاز عصر آهن در خاور نزدیک باستان، هندوستان باستان و یونان باستان

## چهره‌های برجسته
- فرعون آمنمسس از دودمان نوزدهم.
- ۱۱۸۰ (پیش از میلاد)؛ زایش رامسس سوم در مصر
- ۱۱۵۳ (پیش از میلاد)؛ مرگ رامسس سوم در مصر
- ۱۱۴۶ (پیش از میلاد)؛ نبوکدنصر یکم پادشاه بابل شد.
- ۱۱۱۶ (پیش از میلاد)؛ مرگ وو پادشاه دودمان ژو در چین

## نوآوری‌ها، یافته‌ها، آشنایی‌ها
- دهه ۱۱۰۰ (پیش از میلاد)؛ پیشرفت الفبا به دست فنیقی‌ها